# Mina Bolshoy Kuranah
La mina Bolshoy Kuranah es una de las minas de oro más grandes de Rusia y del mundo. La mina se encuentra en la República de Sajá (Yakutia), al este del país, en una región conocida por su riqueza en recursos minerales y condiciones climáticas extremas. Se estima que cuenta con reservas de 7.4 millones de onzas de mineral de oro, lo que la convierte en un yacimiento de gran relevancia estratégica tanto a nivel nacional como internacional.

## Geografía
La mina está localizada cerca del río Bolshoy Kuranah, en la cuenca del río Indigirka, al suroeste del distrito de Oymyakon, una de las regiones más frías del mundo. Lamentablemente no se dispone de coordenadas exactas de la situación de la mina.
La mineralización aurífera de la zona no se limita solo a la mina, sino que está presente también en los ríos cercanos. En 2016 se usó georradar en los depósitos de oro del río Bolshoy Kuranah y el río Allah-Yun.
El yacimiento de oro de Kuranakh fue descubierto en 1947, y para 1955 ya se había extraído una cantidad moderada de oro. Diez años después, comenzó la minería a cielo abierto a gran escala, la cual continúa hasta la actualidad. Actualmente, se utilizan técnicas de corte a cielo abierto, perforación y voladura para acceder al mineral, que se procesa en una planta ubicada en el mismo sitio. En 2019, la mina de Kuranakh produjo 224.700 onzas de oro refinado.
Para excavar se utilizan dragas con cubos que recogen material por la parte delantera y vierten los residuos detrás, formando montones curvados. La acumulación de estos montones en forma de arco genera un patrón largo y laberíntico. Durante la temporada minera de 2019, de abril a diciembre, tres dragas extrajeron 18.600 onzas de oro del depósito aluvial Bolshoy Kuranakh.